# Acanthocreagris zoiai
Espèce
Acanthocreagris zoiai est une espèce de pseudoscorpions de la famille des Neobisiidae.

## Distribution
Cette espèce est endémique de Ligurie en Italie. Elle se rencontre à Ameglia dans la grotte Sprugola di Capo Corvo.

## Publication originale
- Gardini, 1998 : The genus Acanthocreagris in Italy (Pseudoscorpionida, Neobisiidae). Fragmenta Entomologica, vol. 30, no 1, p. 1-73.